# Badminton op de Paralympische Zomerspelen 2024
Op de XVIIe Paralympische Zomerspelen, die in 2024 werden gehouden in Parijs, Frankrijk, was Badminton een van de 23 sporten die werden beoefend, in de Arena Porte de la Chapelle in het 18e arrondissement van Parijs, van 29 augustus tot en met 2 september. Er waren 16 evenementen: twee meer dan bij de vorige Spelen; zowel voor mannen als vrouwen waren er zeven evenementen (zes individueel, één dubbelspel) en twee gemengde dubbelspel evenementen.

## Medaillespiegel
| Plaats | Land             | NPC | Goud | Zilver | Brons | Totaal |
| 1      | China            | CHN | 9    | 2      | 1     | 12     |
| 2      | India            | IND | 3    | 5      | 7     | 15     |
| 3      | Japan            | JPN | 2    | 1      | 1     | 4      |
| 4      | Frankrijk        | FRA | 2    | 0      | 1     | 3      |
| 5      | Indonesië        | INA | 1    | 4      | 3     | 8      |
| 6      | Maleisië         | MAS | 1    | 0      | 0     | 1      |
| 7      | Zuid-Korea       | KOR | 0    | 2      | 1     | 3      |
| 8      | Groot-Brittannië | GBR | 0    | 2      | 0     | 2      |
| 9      | Thailand         | THA | 0    | 1      | 2     | 3      |
| 10     | Hongkong         | HKG | 0    | 1      | 0     | 1      |
| 10     | Verenigde Staten | USA | 0    | 1      | 0     | 1      |
| 12     | Brazilië         | BRA | 0    | 0      | 1     | 1      |
| 12     | Duitsland        | GER | 0    | 0      | 1     | 1      |
| 12     | Nigeria          | NGR | 0    | 0      | 1     | 1      |
| 12     | Noorwegen        | NOR | 0    | 0      | 1     | 1      |
| 12     | Zwitserland      | SUI | 0    | 0      | 1     | 1      |

## Uitslagen

### Individueel
| mannen | mannen | mannen         | mannen | mannen                    | mannen | mannen               |
| Klasse | Goud   | Goud           | Zilver | Zilver                    | Brons  | Brons                |
| ------ | ------ | -------------- | ------ | ------------------------- | ------ | -------------------- |
| WH1    | CHN    | Qu Zimo        | KOR    | Choi Jung-man             | GER    | Thomas Wandschneider |
| WH2    | JPN    | Daiki Kajiwara | HKG    | Daiki Kajiwara            | KOR    | Kim Jung-jun         |
| SL3    | IND    | Kumar Nitesh   | GBR    | Daniel Bethell            | THA    | Mongkhon Bunsun      |
| SL4    | FRA    | Lucas Mazur    | IND    | Suhas Lalinakere Yathiraj | INA    | Fredy Setiawan       |
| SU5    | MAS    | Cheah Liek Hou | INA    | Suryo Nugroho             | INA    | Dheva Anrimusthi     |
| SH6    | FRA    | Charles Noakes | GBR    | Krysten Coombs            | BRA    | Vitor Tavares        |

| vrouwen | vrouwen | vrouwen       | vrouwen | vrouwen                  | vrouwen | vrouwen              |
| Klasse  | Goud    | Goud          | Zilver  | Zilver                   | Brons   | Brons                |
| ------- | ------- | ------------- | ------- | ------------------------ | ------- | -------------------- |
| WH1     | JPN     | Sarina Satomi | THA     | Sujirat Pookkham         | CHN     | Yin Menglu           |
| WH2     | CHN     | Liu Yutong    | CHN     | Li Hongyan               | SUI     | Ilaria Renggli       |
| SL3     | CHN     | Xiao Zuxian   | INA     | Qonitah Ikhtiar Syakuroh | NGR     | Mariam Eniola Bolaji |
| SL4     | CHN     | Cheng Hefang  | INA     | Leani Ratri Oktila       | NOR     | Helle Sofie Sagøy    |
| SU5     | CHN     | Yang Qiuxia   | IND     | Thulasimathi Murugesan   | IND     | Manisha Ramadass     |
| SH6     | CHN     | Li Fengmei    | CHN     | Lin Shuangbao            | IND     | Nithya Sre Sivan     |

### Dubbelspel
| mannen  | mannen | mannen               | mannen | mannen                     | mannen | mannen                          |
| Klasse  | Goud   | Goud                 | Zilver | Zilver                     | Brons  | Brons                           |
| ------- | ------ | -------------------- | ------ | -------------------------- | ------ | ------------------------------- |
| WH1-WH2 | CHN    | Mai Jianpeng Qu Zimo | KOR    | Jeong Jae-gun Yu Soo-young | JPN    | Hiroshi Murayama Daiki Kajiwara |

| vrouwen | vrouwen | vrouwen               | vrouwen | vrouwen                     | vrouwen | vrouwen                           |
| Klasse  | Goud    | Goud                  | Zilver  | Zilver                      | Brons   | Brons                             |
| ------- | ------- | --------------------- | ------- | --------------------------- | ------- | --------------------------------- |
| WH1-WH2 | CHN     | Yin Menglu Liu Yutong | JPN     | Sarina Satomi Yuma Yamazaki | THA     | Sujirat Pookkham Amnouy Wetwithan |

| Gemengd | Gemengd | Gemengd                           | Gemengd | Gemengd                           | Gemengd | Gemengd                    |
| Klasse  | Goud    | Goud                              | Zilver  | Zilver                            | Brons   | Brons                      |
| ------- | ------- | --------------------------------- | ------- | --------------------------------- | ------- | -------------------------- |
| SL3-SU5 | IND     | Hikmat Ramdani Leani Ratri Oktila | INA     | Fredy Setiawan Khalimatus Sadiyah | FRA     | Lucas Mazur Faustine Noël  |
| SH6     | CHN     | Lin Naili Li Fengmei              | USA     | Miles Krajewski Jayci Simon       | INA     | Subhan Subhan Rina Marlina |